# Commission eurasiatique
Ne doit pas être confondu avec Union eurasiatique ou Communauté économique eurasiatique.
La Commission eurasiatique ou Commission eurasienne est l'organe de gouvernance de l'espace économique commun qui regroupe la Biélorussie, le Kazakhstan et la Russie et vise à l'établissement de l'Union eurasienne.
L'accord constitutif a été signé par les présidents Dmitri Medvedev de Russie, Nursultan Nazarbayev du Kazakhstan, et Alexandre Loukachenko de Biélorussie et la commission eurasienne a commencé à fonctionner le 1er janvier 2012. La Commission se base sur le modèle de la Commission européenne. Son siège sera à Moscou et les dépenses pour l'infrastructure et les locaux des travailleurs de la Commission seront financés par la Russie, tandis que le budget de la Commission sera financé par les trois États membres et dépendra des parts d'imposition reçu par l'Union douanière eurasiatique.
La Commission sera présidée par le Conseil, composé des trois vice-Premiers ministres de Biélorussie, du Kazakhstan et de Russie, et chaque pays enverra trois représentants qui s'occuperont de la gestion et du fonctionnement journalier de l'organisation. Ces membres recevront le statut de ministres fédéraux dans leurs États respectifs. La Commission se composera de plusieurs départements dont le personnel sera composé à 84 % d'officiels russes, 10 % d'officiels kazakhes et de 6 % d'officiels biélorusses, proportionnellement à la population des États membres. Le candidat russe au poste de conseiller au sein du Conseil de la Commission est Viktor Khristenko, le ministre de l'industrie et du commerce (il devra devenir vice-Premier ministre pour prendre le poste). Les candidats kazakhes et biélorusses sont inconnus.
La Commission eurasienne pourra prendre des décisions non seulement en matière de politique douanière mais aussi en macro-économie, les régulations en matière de concurrence, la politique énergétique et la politique financière. La Commission sera aussi impliqué en matière de marchés publics et de migration des travailleurs. L'accord de la Commission contient de strict règlements anti-corruption. Le président Dmitri Medvedev déclara que les expériences tant positives que négatives de l'Union européenne seront prises en compte et déclara que l'Union eurasienne évitera les problèmes de différences et fossés économiques entre ces membres, tels que ceux de la zone euro, puisque ces membres ont un niveau de développement économique, une histoire et des valeurs comparables.

## Sources